# فنون پی‌رنگ

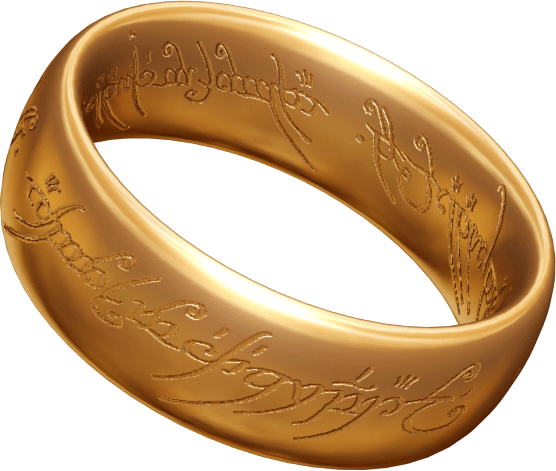
حلقه یگانه، ابزار پی‌رنگ در ارباب حلقه ها اثر جی.آر.آر.تالکین

فنون پی‌رنگ یا ابزار پی‌رنگ (به انگلیسی: plot device) به هر فن روایتی گفته میشود که برای پیشبرد پی‌رنگ به کار می‌رود. ابزار پیرنگ، به صورت یک هدف، یا یک شیٔ، یا محرّک‌های دیگر (چیزی که به شخصیت انگیزه انجام کاری را بدهد)، به تصویر کشیده میشود که قهرمان داستان آن را دنبال میکند. فنون پی‌رنگِ کلیشه‌ای ممکن است خواننده را آزار دهد و استفاده از ابزار ساختگی یا خودسرانه ممکن است خواننده را گیج کند و باعث از بین رفتن تعلیق ناباوری شود. با این حال، ابزار پی‌رنگِ خوب ساخته شده، که معمولا به طور طبیعی از محیط یا شخصیت‌های داستان بیرون می‌آید، اغلب پذیرفته میشود، و ممکن است مورد توجه مخاطب قرار نگیرد.